# 朱比赛
朱比赛，BBM（1907年7月22日—1987年11月16日），又名祖必尔赛益，印尼裔新加坡作曲家，原本来自印度尼西亚的米南佳保高原地区，新加坡国歌《前进吧，新加坡！》的作曲者。朱比赛是一位自学成才的音乐家，他曾在国泰加里斯制片厂任职编曲家及作曲家，为公司的马来语电影创作大量歌曲。相信朱比赛创作了大约1500首歌曲，不过其中只有少于百分之十的歌曲被录制下来。

## 早年生涯
朱比赛于1907年7月22日在印度尼西亚西苏门答腊省武吉丁宜的米南佳保高原地区出生。朱比赛在家中排行最大，有三名胞弟和五名胞妹。朱比赛的母亲在他七岁的时候过世。朱比赛于荷兰人开办的学校接受教育，但是他对学业不感兴趣。朱比赛的一位教师教他唱名法，开始了他的音乐生涯。朱比赛的一位小学同学后来教他如何制造并吹笛，其后上初级中学时，朱比赛向同学学习怎么弹吉他、击鼓等等。